# Mazzapicchio (araldica)
In araldica il mazzapicchio, strumento utilizzato per battere il suolo, compare molto raramente. Ha la forma di un fuso allungato, con due anelli posti al quarto della lunghezza, uno in alto a destra, l'altro in basso a sinistra.

D'argento, al mazzapicchio di nero posto in banda, accompagnato da sei rose di rosso poste in cinta (famiglia Damas de Jouancy)
Inquartato di Damas e di Cornaillon (d'oro, alla croce ancorata di rosso)

## Utilizzo come arma
Il mazzapicchio è un'arma da botta creata nel medioevo. Si compone di una testa di varie fogge, la quale, era utilizzata per colpire l'avversario creandogli contusioni o fratture; una penna o becco utilizzato per agganciare il nemico e tirarlo verso di sé impedendone la fuga; un'asta appuntita e resistente più o meno lunga per trapassare o finire il mal capitato, il tutto montato su un'asta che variava da 50 cm fino a 2 m.